# Instalacja (technika)
Instalacja – zestaw urządzeń wewnątrz budynku, pojazdu, statku lub innego obiektu, służących do przesyłania mediów takich jak prąd elektryczny, woda, gaz ziemny, paliwo, ścieki, czy inne substancje. Na instalację składają się zwykle elementy liniowe odpowiednie do transportu danego medium takie jak rury czy przewody elektryczne, oraz dodatkowe elementy służące do monitorowania i sterowania przepływem medium, takie jak pompy, zawory, liczniki, bezpieczniki i inne.
Instalacje pełnią podobną funkcję do sieci, z tym że te drugie służą do transportu mediów na zewnątrz, podczas gdy instalacje obsługują wnętrza obiektów.

## Rodzaje instalacji
Ze względu na przesyłane medium oraz przeznaczenie można wyróżnić następujące instalacje:

elektryczne
- instalacja elektryczna (gniazda wtykowe)
- instalacja oświetlenia zewnętrznego i wewnętrznego
- instalacja odgromowa
- instalacja radiowa
- instalacja antywłamaniowa
- instalacja alarmu pożarowego (SAP)
- instalacja telefoniczna
- instalacja CCTV

sanitarne
- instalacja gazowa
- instalacja kanalizacyjna
- instalacja wodociągowa
- instalacja grzewcza
- instalacja chłodnicza
- instalacja wentylacyjna
- instalacja tryskaczowa
- instalacja hydrantowa